# 克罗米耶尔
克罗米耶尔（法語：Crosmières，法語發音：[kʁomjɛʁ]）是法国萨尔特省的一个市镇，属于拉弗莱什区。

## 地理
克罗米耶尔（47°44'45"N, 0°9'5"W）面积20.45 平方千米，位于法国卢瓦尔河地区大区萨尔特省，该省份为法国西北部内陆省份，北起顺时针与奥恩省、厄尔-卢瓦省、卢瓦-谢尔省、安德尔-卢瓦尔省、曼恩-卢瓦尔省和马耶讷省接壤，是法国大西部的入口，连接卢瓦尔河谷、布列塔尼和巴黎盆地。
与克罗米耶尔接壤的市镇（或旧市镇、城区）包括：勒巴约勒、维莱讷苏马利科讷、迪尔塔勒、拉沙佩勒达利涅、拉弗莱什、卢瓦河畔巴祖日克雷。

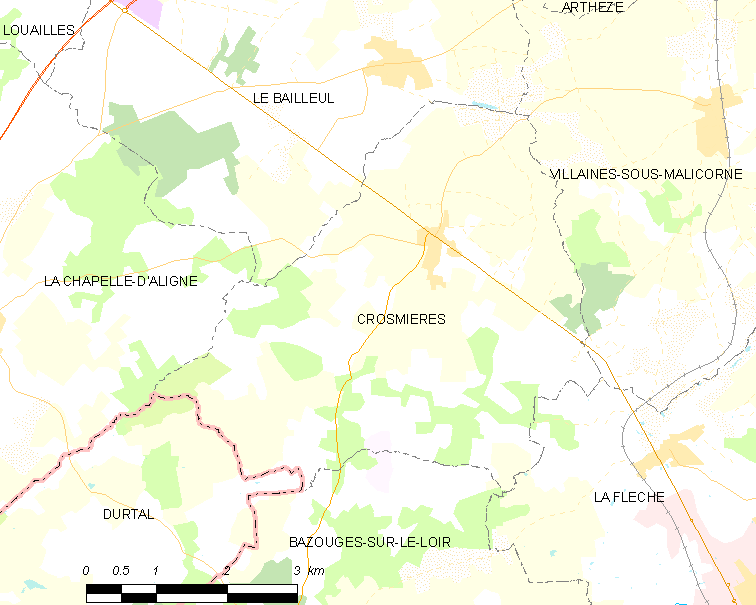
克罗米耶尔的OSM定位图

克罗米耶尔的时区为UTC+01:00、UTC+02:00（夏令时）。

## 行政
克罗米耶尔的邮政编码为72200，INSEE市镇编码为72110。

## 政治
克罗米耶尔所属的省级选区为拉弗莱什县。

## 人口

1962-2008年间克罗米耶尔人口变化图示

克罗米耶尔于2022年1月1日时的人口数量为993人。